# First Flight Couriers
First Flight Couriers is een Indiase luchtvrachtmaatschappij met haar thuisbasis in Mumbai. Zij is een onderdeel van een groot Indiaas transport- en expeditiebedrijf.
First Flight Couriers is opgericht in 1986.

## Vloot
De vloot van First Flight Couriers bestaat uit: (juni 2007)
- 3 British Aerospace BAe ATP